# 赤保谷明正
赤保谷 明正（あかぼや はるまさ、1936年11月2日-）は、日本農業機械化協会元会長。現在は日本馬事協会会長。

## 来歴
東京大学卒業後、農林水産省に入省。農林水産省畜産局長などを経て、2006年の日本農業機械化協会第48回通常総会において、日本農業機械化協会会長に選任された。
ほかに、財団法人日本食肉流通センター理事長、小笠原諸島振興開発審議会委員、BSE対策団体連絡会議会員、農林水産省家畜防疫に関する研究会委員、社団法人日本馬事協会会長理事などの要職を歴任している。